# Казьмерчук Лаврентій Аврамович
Лаврентій Аврамович Казьмерчук (нар. 1915, село Гуничі, тепер Овруцького району Житомирської області — ?) — український радянський партійний і державний діяч, 1-й секретар Житомирського міського комітету КПУ, секретар Житомирського обласного комітету КПУ, голова Рівненського міськвиконкому.

## Життєпис
Член ВКП(б) з 1939 року.
З серпня 1939 року — в Червоній армії, учасник німецько-радянської війни. З червня по липень 1941 року воював на Південному фронті. З листопада 1943 року служив заступником із політичної частини командира 338-го винищувального протитанкового артилерійського полку 9-ї винищувальної протитанкової артилерійської бригади Резерву головного командування 3-го Українського фронту.
На 1947—1950 роки — 1-й секретар Овруцького районного комітету КП(б)У Житомирської області.
До червня 1954 року — 1-й секретар Коростенського міського комітету КПУ Житомирської області.
14 червня 1954 — жовтень 1956 року — секретар Житомирського обласного комітету КПУ з питань сільського господарства.
У 1956—1958 роках — 1-й секретар Житомирського міського комітету КПУ.
У 1958—1960 роках — начальник Житомирського обласного управління промисловості будівельних матеріалів.
У 1960—1963 роках — голова виконавчого комітету Ровенської міської ради депутатів трудящих.
З 1965 року — голова виконавчого комітету Житомирської районної ради депутатів трудящих Житомирської області.
Потім — на пенсії.

## Звання
- майор

## Нагороди
- орден «Знак Пошани» (23.01.1948)
- орден Червоного Прапора (24.05.1944)
- орден Червоної Зірки (6.06.1944)
- медалі